# Tahj Mowry
Tahj Dayton Mowry (* 17. května 1986, Honolulu, Hawa, Spojené státy americké) je americký herec, tanečník a zpěvák. Nejvíce se proslavil rolí T. J. Hendersona v sitcomu Smart Guy a jako Wade v animované komedii Kim Possible na stanici Disney Channel. Od roku 2012 do roku 2017 hrál roli Tuckera v komedii Tři kluci a nemluvně na stanici Freeform.

## Životopis
Narodil se na Havaji, je synem Darlene Renee Mowry (rozené Flowers) a TImothyho John Mowryho. Jeho otec má anglické kořeny a jeho matka afrobahamské.
Jeho rodiče se seznámili na střední škole v Miami, Florida a oba se připojili k americké armádě. Má starší sestry, dvojčata Tiu a Tameru Mowry a bratra Taviora.
Hrál fotbal za Westlake High School a jednu sezonu hrál za Savannah State University na University of Wyoming. Navštěvoval Pepperdine University v Malibu v Kalifornii.

## Kariéra
První větší role přišla v roce 1997, kdy získal hlavní roli T. J. Hendersona v sitcomu Smart Guy. Zahrál si roli Teddyho v sitcomu Plný dům, také se objevil v Disney filmech jako Hounded a The Poof Point. Hostující role získal v seriálech Sladký život Zacka a Codyho a Star Trek: Vesmírná loď Voyager. Svůj hlas propůjčil seriálu Kim Possible na stanici Disney Channel.
Aktuálně hraje roli Tuckera Dobbse v sitcomu stanice Freeform Tři kluci a nemluvně.

## Filmografie

### Film
| Rok  | Název                                           | Role             | Poznámky |
| ---- | ----------------------------------------------- | ---------------- | -------- |
| 1991 | Rappin' N' Rhymin'                              | Sám sebe         |          |
| 1994 | Disney Sing Along Songs: Let's Go to the Circus | Dětský klaun     |          |
| 1999 | Veselé Vánoce                                   | Ollie            |          |
| 2000 | Sladkých sedmnáct                               | Willie Donovan   |          |
| 2001 | Hounded                                         | Jay Martin       |          |
| 2001 | The Poof Point                                  | Eddie Ballard    |          |
| 2003 | Kim Possible: Problém s časem                   | Wade Load (hlas) |          |
| 2005 | Kim Possible: Velké drámo                       | Wade Load (hlas) |          |
| 2007 | Už jsme doma?                                   | Danny Pulu       |          |
| 2021 | Welcome Matt                                    | Matthew Hilliard |          |
| 2022 | Čas na sebe                                     | Kabir            |          |

### Televize
| Rok           | Název                           | Role                              | Poznámky                                                     |
| ------------- | ------------------------------- | --------------------------------- | ------------------------------------------------------------ |
| 1990          | Who's the Boss?                 | Greg                              | díl: „Who's Minding the Kid?“                                |
| 1991–1995     | Plný dům                        | Teddy                             | 14 dílů                                                      |
| 1992–1993     | Out All Night                   | Shavon                            | 5 dílů                                                       |
| 1993          | Where I Live                    | Jimmy                             | díl: „The Terminator“                                        |
| 1994–1997     | Sister, Sister                  | Cousin Tahj Sammy T. J. Henderson | 3 díly                                                       |
| 1994–1995     | Aladdin                         | Král Mamoud Tanti                 | 3 díly                                                       |
| 1995          | Dobrodružství Ježka Sonica      | Malý Sonic (hlas)                 | díl: „Blast to the Past“                                     |
| 1995          | Timon a Pumbaa                  | Nefu (hlas)                       | díl: „Unlucky in Lesotho/Rafiki Fables: Rafiki's Apprentice“ |
| 1996          | Star Trek: Vesmírná loď Voyager | Corin                             | díl: „Nevinnost“                                             |
| 1996          | Minor Adjustments               | Kenny                             | díl: „A Christmas Story“                                     |
| 1996          | Přátelé                         | Dítě                              | díl: „Joeyho ctitelka“                                       |
| 1997–1999     | Smart Guy                       | T. J. Henderson                   | hlavní role                                                  |
| 2002–2007     | Kim Possible                    | Wade Load (hlas)                  | 86 dílů                                                      |
| 2006          | Sladký život Zacka a Codyho     | Brandon                           | díl: „Horor“                                                 |
| 2006–2009     | The Game                        | Cameron Barnett                   | 3 díly                                                       |
| 2007          | Zoufalé manželky                | Matt                              | díl: „Úsměvy letní noci“                                     |
| 2012–2017     | Tři kluci a nemluvně            | Tucker Dobbs                      | Hlavní role, 100 dílů                                        |
| 2015          | The Real                        | Sám sebe                          | Host/moderátor                                               |
| 2021          | Rodinný sraz                    | Pan Dean                          | díl: „Pamatujete, jak Shaka vyráběl robota?“                 |
| 2021          | Let's Get Merried               |                                   | TV film                                                      |
| 2022          | How We Roll                     | Lew                               | hlavní role                                                  |
| bude oznámeno | The Muppets Mayhem              | Gary 'Moog' Moogowski             |                                                              |